# Марко Ливаја
Марко Ливаја (Сплит, 26. август 1993) је хрватски фудбалски репрезентативац. Тренутно игра за хрватски клуб Хајдук Сплит.